# Lupubrug
De Lupubrug (Chineesi: 卢浦大桥, Hanyu pinyin: Lúpǔ Dàqiáo) is een boogbrug over de Huangpu Jiang in Shanghai. De stalen brug is de tweede langste boogbrug ter wereld (na de Chaotianmenbrug in Chongqing) met een overspanningslengte van 550 meter en een totale lengte van 3900 meter. De Lupu is voltooid in 2003 en vormt een belangrijke verbindingsroute tussen oud- en nieuw-Shanghai.
De naam van de brug, Lupu, is een samenstelling van de beginletters van de twee districten die de brug met elkaar verbindt: het Luwan district aan de noordelijke oever en het Pudong district aan de zuidelijke oever.